# Jesse Vandenbulcke
Jesse Vandenbulcke, née le 17 janvier 1996 à Alost, est une coureuse cycliste belge.

## Biographie
En 2019, elle devient à Gand championne de Belgique sur route, devançant au sprint Ann-Sophie Duyck et Julie Van de Velde.

## Palmarès sur piste

### Championnats d'Europe
- Anadia 2013 (juniors)
  -  Médaillée de bronze de la poursuite par équipes juniors (avec Lotte Kopecky, Kaat Van Der Meulen et Saartje Vandenbroucke)

### Championnats nationaux
- 2015
  - 3e de la course aux points

## Palmarès sur route

### Palmarès par années
- 2019
  -  Championne de Belgique sur route
- 2022
  - 2e du Grand Prix Beerens
  - 9e de la RideLondon-Classique
- 2023
  - Aphrodite Cycling Race
- 2024
  -  Médaillée de bronze du championnat d'Europe du contre-la-montre par équipes en relais mixte
- 2025
  - 2e du GP Immo Zone

### Résultats sur les grands tours

#### Tour de France
1 participation
- 2022 : 83e

### Classements mondiaux
| Année                                 | 2018 | 2019 | 2020 | 2021 | 2022 | 2023 | 2024 |
| ------------------------------------- | ---- | ---- | ---- | ---- | ---- | ---- | ---- |
| Classement UCI                        | 814e | 194e | 233e | 233e | 125e | 277e | 221e |
| UCI World Tour                        | nc   | 119e | 120e | 175e | 96e  | 217e | nc   |
|                                       |      |      |      |      |      |      |      |
| Légende : nc = non classéSource : UCI |      |      |      |      |      |      |      |